# Prix des Plus beaux ouvrages
Le prix des Plus beaux ouvrages de construction métallique est un concours organisé depuis 1972 par le Syndicat de la construction métallique de France.
Il récompense tous les deux ans des constructions marquantes livrées dans les deux dernières années, en France ou par des entreprises françaises.
Un jury indépendant, dont les membres représentent les pouvoirs publics, les professions concernées et la presse, décerne une distinction dans différentes catégories.
Ce concours n'est plus renouvelé depuis 2010, il est remplacé en 2015 par les Trophées Eiffel d'architecture acier organisé par ConstruirAcier.

## Année 1992:10eédition[1]
| Prix dans la catégorie Bâtiments industriels | Prix dans la catégorie Bâtiments industriels | Prix dans la catégorie Bâtiments industriels | Prix dans la catégorie Bâtiments industriels |
| -------------------------------------------- | -------------------------------------------- | -------------------------------------------- | -------------------------------------------- |
| Usine de L'Oréal à Aulnay-sous-Bois          |                                              |                                              |                                              |
| Maîtrise d'ouvrage                           | Architecte                                   | Bureau d'étude technique                     | Constructeur                                 |
| L'Oréal                                      | Valode et Pistre                             |                                              | SMB                                          |

| Prix dans la catégorie Bâtiments tertiaires                                           | Prix dans la catégorie Bâtiments tertiaires | Prix dans la catégorie Bâtiments tertiaires | Prix dans la catégorie Bâtiments tertiaires |
| ------------------------------------------------------------------------------------- | ------------------------------------------- | ------------------------------------------- | ------------------------------------------- |
| Centre administratif et social de la Banque populaire de l'Ouest à Montgermont-Rennes |                                             |                                             |                                             |
| Maîtrise d'ouvrage                                                                    | Architecte                                  | Bureau d'étude technique                    | Constructeur                                |
| Banque populaire de l'Ouest                                                           | Déco et Cornette                            | Terrell et RFR                              | SMB, Eiffel                                 |

| Prix dans la catégorie Ouvrages d'art | Prix dans la catégorie Ouvrages d'art | Prix dans la catégorie Ouvrages d'art | Prix dans la catégorie Ouvrages d'art |
| ------------------------------------- | ------------------------------------- | ------------------------------------- | ------------------------------------- |
| Pont sur la Roize à Voreppe           |                                       |                                       |                                       |
| Maîtrise d'ouvrage                    | Architecte                            | Bureau d'étude technique              | Constructeur                          |
| Société des autoroutes Rhône-Alpes    | Berlottier                            |                                       | Richard-Ducros                        |

| Mention dans la catégorie Ouvrages d'art                 | Mention dans la catégorie Ouvrages d'art | Mention dans la catégorie Ouvrages d'art | Mention dans la catégorie Ouvrages d'art |
| -------------------------------------------------------- | ---------------------------------------- | ---------------------------------------- | ---------------------------------------- |
| Restauration du pont du Martrou à Rochefort-sur-Mer      |                                          |                                          |                                          |
| Maîtrise d'ouvrage                                       | Architecte                               | Bureau d'étude technique                 | Constructeur                             |
| Direction régionale des affaires culturelles de Poitiers | Philippe Oudin                           |                                          | Baudin-Châteauneuf                       |

| Prix dans la catégorie Autres constructions     | Prix dans la catégorie Autres constructions | Prix dans la catégorie Autres constructions | Prix dans la catégorie Autres constructions |
| ----------------------------------------------- | ------------------------------------------- | ------------------------------------------- | ------------------------------------------- |
| Verrière de l'immeuble C3D à Boulogne sur Seine |                                             |                                             |                                             |
| Maîtrise d'ouvrage                              | Architecte                                  | Bureau d'étude technique                    | Constructeur                                |
| Caisse des dépôts et consignations              | Viguier et Jodry                            | Arcora                                      | Viry                                        |

| Prix spécial                   | Prix spécial      | Prix spécial             | Prix spécial            |
| ------------------------------ | ----------------- | ------------------------ | ----------------------- |
| Usine Clément Ader à Colomiers |                   |                          |                         |
| Maîtrise d'ouvrage             | Architecte        | Bureau d'étude technique | Constructeur            |
| Aérospatiale de Toulouse       | Tran Van et Calvo | SETEC, Jaillet-Rouby     | Eiffel, Delpoux, Cabrol |

## Année 2000:14eédition[2]
La quatorzième édition du concours a attribué un prix dans chacune des catégories "Bâtiments à usage tertiaire","Bâtiments industriels", "Ouvrages d’art" et "Autres constructions y compris réhabilitation", ainsi qu’un prix spécial et deux mentions.
Composition du jury :
- Conseil national de l'Ordre des architectes : Philippe Castans (architecte), Éric Dubosc (architecte)
- Chambre de l'Ingénierie et de Conseil de France : Jacques Cambon (ingénieur conseil), René Harouimi (ingénieur conseil)
- Ministère de la culture : Corinne Payen (architecte urbaniste à l’Inspection générale de l’architecture et du patrimoine)
- Direction générale des stratégies industrielles : Élisabeth Tafani (chef de division "Productique spécialisée et construction métallique")
- Direction des affaires économiques et internationales : Catherine Aubet-Berthelot (adjointe au sous-directeur du Bâtiment et des Travaux Publics)
- Administration des Ponts et Chaussées : Claire de Mazancourt (ingénieur en chef des Ponts et Chaussées)
- Fédération française de l'acier : Pierre Bourrier (directeur de la communication Groupe Usinor)
- Presse : Dominique Errard (chef de la rubrique "Architecture et technique" du Moniteur)

| Prix dans la catégorie Bâtiments tertiaire | Prix dans la catégorie Bâtiments tertiaire | Prix dans la catégorie Bâtiments tertiaire | Prix dans la catégorie Bâtiments tertiaire |
| ------------------------------------------ | ------------------------------------------ | ------------------------------------------ | ------------------------------------------ |
| Palais de justice de Melun                 |                                            |                                            |                                            |
| Maîtrise d'ouvrage                         | Architecte                                 | Bureau d'étude technique                   | Constructeur                               |
| Ministère de la Justice                    | Françoise-Hélène Jourda                    | AGIBAT-MIT                                 | ACML                                       |

| Prix dans la catégorie Bâtiments industriels  | Prix dans la catégorie Bâtiments industriels | Prix dans la catégorie Bâtiments industriels | Prix dans la catégorie Bâtiments industriels |
| --------------------------------------------- | -------------------------------------------- | -------------------------------------------- | -------------------------------------------- |
| Centre de distribution pharmaceutique à Ussel |                                              |                                              |                                              |
| Maîtrise d'ouvrage                            | Architecte                                   | Bureau d'étude technique                     | Constructeur                                 |
| Laboratoires Pierre Fabre                     | Roger Taillibert                             |                                              | Parisot                                      |

| Prix dans la catégorie Ouvrages d’art        | Prix dans la catégorie Ouvrages d’art | Prix dans la catégorie Ouvrages d’art | Prix dans la catégorie Ouvrages d’art |
| -------------------------------------------- | ------------------------------------- | ------------------------------------- | ------------------------------------- |
| Ouvrage de franchissement du canal de Briare |                                       |                                       |                                       |
| Maîtrise d'ouvrage                           | Architecte                            | Bureau d'étude technique              | Constructeur                          |
| SAPRR                                        | Alain Spielmann                       | SETEC TPI                             | Baudin-Châteauneuf                    |

| Prix dans la catégorie Autres ouvrages  | Prix dans la catégorie Autres ouvrages | Prix dans la catégorie Autres ouvrages | Prix dans la catégorie Autres ouvrages |
| --------------------------------------- | -------------------------------------- | -------------------------------------- | -------------------------------------- |
| Gare de péage de Souppes-sur-Loing      |                                        |                                        |                                        |
| Maîtrise d'ouvrage                      | Architecte                             | Bureau d'étude technique               | Constructeur                           |
| Société des autoroutes Paris-Rhin-Rhône | Dubosc & Landowski                     | Arcora                                 | Joseph Paris                           |

| Prix Spécial dans la catégorie Autres ouvrages | Prix Spécial dans la catégorie Autres ouvrages | Prix Spécial dans la catégorie Autres ouvrages | Prix Spécial dans la catégorie Autres ouvrages |
| ---------------------------------------------- | ---------------------------------------------- | ---------------------------------------------- | ---------------------------------------------- |
| Pylônes Très Haute Tension                     |                                                |                                                |                                                |
| Maîtrise d'ouvrage                             | Architecte                                     | Bureau d'étude technique                       | Constructeur                                   |
| EDF                                            | Marc Mimram                                    |                                                | Viry                                           |

| Mention dans la catégorie Autres ouvrages        | Mention dans la catégorie Autres ouvrages | Mention dans la catégorie Autres ouvrages | Mention dans la catégorie Autres ouvrages |
| ------------------------------------------------ | ----------------------------------------- | ----------------------------------------- | ----------------------------------------- |
| Façade de la Cathédrale Notre-Dame-de-la-Treille |                                           |                                           |                                           |
| Maîtrise d'ouvrage                               | Architecte                                | Bureau d'étude technique                  | Constructeur                              |
| Association diocésaine de Lille                  | Pierre-Louis Carlier                      | Peter Rice et RFR                         | Eiffel CM                                 |

| Mention dans la catégorie Autres ouvrages      | Mention dans la catégorie Autres ouvrages | Mention dans la catégorie Autres ouvrages | Mention dans la catégorie Autres ouvrages |
| ---------------------------------------------- | ----------------------------------------- | ----------------------------------------- | ----------------------------------------- |
| Candélabres télescopiques du Pont du Carrousel |                                           |                                           |                                           |
| Maîtrise d'ouvrage                             | Architecte                                | Bureau d'étude technique                  | Constructeur                              |
| Ville de Paris                                 |                                           | SETEC TPI                                 | Eiffel CM                                 |

## Année 2004:16eédition[3]
| Prix dans la catégorie Ouvrage d'art | Prix dans la catégorie Ouvrage d'art | Prix dans la catégorie Ouvrage d'art | Prix dans la catégorie Ouvrage d'art |
| ------------------------------------ | ------------------------------------ | ------------------------------------ | ------------------------------------ |
| Passerelle du Célé à Figeac          |                                      |                                      |                                      |
| Maîtrise d'ouvrage                   | Architecte                           | Bureau d'étude technique             | Constructeur                         |
| Ville de Figeac                      | Marc Mimram                          | Marc Mimram                          | Matière                              |

| Prix dans la catégorie Autres constructions                                   | Prix dans la catégorie Autres constructions   | Prix dans la catégorie Autres constructions | Prix dans la catégorie Autres constructions |
| ----------------------------------------------------------------------------- | --------------------------------------------- | ------------------------------------------- | ------------------------------------------- |
| Extension/rénovation de la barrière de péage de Cluses sur l’autoroute A40    |                                               |                                             |                                             |
| Maîtrise d'ouvrage                                                            | Architecte                                    | Bureau d'étude technique                    | Constructeur                                |
| Société concessionnaire française du tunnel routier sous le mont Blanc (ATMB) | Strates Berlottier Laurent Dosse Jean Tonello |                                             | CM Paimboeuf                                |

| Prix dans la catégorie Bâtiments tertiaires             | Prix dans la catégorie Bâtiments tertiaires | Prix dans la catégorie Bâtiments tertiaires | Prix dans la catégorie Bâtiments tertiaires |
| ------------------------------------------------------- | ------------------------------------------- | ------------------------------------------- | ------------------------------------------- |
| Extension et aménagement de l'aéroport de Bâle-Mulhouse |                                             |                                             |                                             |
| Maîtrise d'ouvrage                                      | Architecte                                  | Bureau d'étude technique                    | Constructeur                                |
| EuroAirport                                             | 3F Architecture DRLW Architectes            | Arcora                                      | SMB                                         |

| Prix dans la catégorie Ouvrage de moyenne importance                                    | Prix dans la catégorie Ouvrage de moyenne importance | Prix dans la catégorie Ouvrage de moyenne importance | Prix dans la catégorie Ouvrage de moyenne importance |
| --------------------------------------------------------------------------------------- | ---------------------------------------------------- | ---------------------------------------------------- | ---------------------------------------------------- |
| Couverture des bassins de traitement des eaux de Valenton                               |                                                      |                                                      |                                                      |
| Maîtrise d'ouvrage                                                                      | Architecte                                           | Bureau d'étude technique                             | Constructeur                                         |
| Syndicat interdépartemental pour l’assainissement de l’agglomération parisienne (SIAAP) | Adrien Fainsilber                                    | Setec                                                | Viry                                                 |

| Prix Spécial                                               | Prix Spécial     | Prix Spécial             | Prix Spécial |
| ---------------------------------------------------------- | ---------------- | ------------------------ | ------------ |
| Rénovation de l’ancien immeuble du Crédit Lyonnais à Paris |                  |                          |              |
| Maîtrise d'ouvrage                                         | Architecte       | Bureau d'étude technique | Constructeur |
|                                                            | Jean-Jacques Ory |                          |              |

| Mention                                        | Mention                                | Mention                  | Mention      |
| ---------------------------------------------- | -------------------------------------- | ------------------------ | ------------ |
| Rénovation du Grand Palais des Champs Elysées  |                                        |                          |              |
| Maîtrise d'ouvrage                             | Architecte                             | Bureau d'étude technique | Constructeur |
| Ministère de la culture et de la communication | Alain-Charles Perrot Jean-Loup Roubert | Setec                    |              |

## Année 2006:17eédition[6]
| Prix dans la catégorie Bâtiments tertiaires                 | Prix dans la catégorie Bâtiments tertiaires | Prix dans la catégorie Bâtiments tertiaires | Prix dans la catégorie Bâtiments tertiaires |
| ----------------------------------------------------------- | ------------------------------------------- | ------------------------------------------- | ------------------------------------------- |
| Extension du Palais des congrès et de l'Amphithéâtre à Lyon |                                             |                                             |                                             |
| Maîtrise d'ouvrage                                          | Architecte                                  | Bureau d'étude technique                    | Constructeur                                |
| Grand Lyon                                                  | Renzo Piano Building Workshop               |                                             | SMB                                         |

| Prix dans la catégorie Prix Bâtiments industriels | Prix dans la catégorie Prix Bâtiments industriels | Prix dans la catégorie Prix Bâtiments industriels | Prix dans la catégorie Prix Bâtiments industriels |
| ------------------------------------------------- | ------------------------------------------------- | ------------------------------------------------- | ------------------------------------------------- |
| Halls d’assemblage de l’Airbus A380 à Toulouse    |                                                   |                                                   |                                                   |
| Maîtrise d'ouvrage                                | Architecte                                        | Bureau d'étude technique                          | Constructeur                                      |
|                                                   | Cardete et Huet                                   | Technip, Jaillet & Rouby                          | Castel & Fromaget                                 |

| Prix dans la catégorie Ouvrage d'art | Prix dans la catégorie Ouvrage d'art | Prix dans la catégorie Ouvrage d'art | Prix dans la catégorie Ouvrage d'art |
| ------------------------------------ | ------------------------------------ | ------------------------------------ | ------------------------------------ |
| Passerelle Trignac                   |                                      |                                      |                                      |
| Maîtrise d'ouvrage                   | Architecte                           | Bureau d'étude technique             | Constructeur                         |
| DDE de Loire-Atlantique              | Arval architectes                    | Scyna4                               | Joseph Paris                         |

| Prix dans la catégorie Autres constructions | Prix dans la catégorie Autres constructions | Prix dans la catégorie Autres constructions | Prix dans la catégorie Autres constructions |
| ------------------------------------------- | ------------------------------------------- | ------------------------------------------- | ------------------------------------------- |
| piscine-patinoire Edouard-Pailleron         |                                             |                                             |                                             |
| Maîtrise d'ouvrage                          | Architecte                                  | Bureau d'étude technique                    | Constructeur                                |
| Semavip                                     | Marc Mimram                                 |                                             | Viry                                        |

| Prix spécial                         | Prix spécial                    | Prix spécial             | Prix spécial |
| ------------------------------------ | ------------------------------- | ------------------------ | ------------ |
| Immeuble Louis Vuitton               |                                 |                          |              |
| Maîtrise d'ouvrage                   | Architecte                      | Bureau d'étude technique | Constructeur |
| Louis Vuitton Real Estate Department | Eric Carlson Barthélémy & Grino |                          | Viry         |

## Année 2008:18eédition[7]
La dix-huitième édition du concours a attribué un prix dans chacune des catégories "Bâtiments à usage tertiaire", "Ouvrages d’art" et "Autres constructions y compris réhabilitation", "Petit ouvrage", ainsi que deux mentions. 26 ouvrages concouraient dans trois catégories sur les cinq prévues par le règlement du concours.
Le jury était composé de membres représentant les entités suivantes :
- Conseil national de l'Ordre des architectes
- Chambre de l'Ingénierie et de Conseil de France
- Ministère de la culture et de la communication
- Direction générale des entreprises
- Direction des affaires européennes et internationales
- Direction générale des infrastructures des transports et de la mer
- Fédération française de l'acier
- Pierre Engel (Building & Construction Support, professeur)
- Presse

| Prix dans la catégorie Bâtiments tertiaires | Prix dans la catégorie Bâtiments tertiaires | Prix dans la catégorie Bâtiments tertiaires | Prix dans la catégorie Bâtiments tertiaires |
| ------------------------------------------- | ------------------------------------------- | ------------------------------------------- | ------------------------------------------- |
| Immeuble Dexia BIL au Luxembourg            |                                             |                                             |                                             |
| Maîtrise d'ouvrage                          | Architecte                                  | Bureau d'étude technique                    | Constructeur                                |
| Dexia Banque Internationale du Luxembourg   | Claude Vasconi Jean Petit                   |                                             | Viry                                        |

| Prix dans la catégorie Ouvrages d'art             | Prix dans la catégorie Ouvrages d'art | Prix dans la catégorie Ouvrages d'art | Prix dans la catégorie Ouvrages d'art |
| ------------------------------------------------- | ------------------------------------- | ------------------------------------- | ------------------------------------- |
| Passerelle de l’Université de Limerick en Irlande |                                       |                                       |                                       |
| Maîtrise d'ouvrage                                | Architecte                            | Bureau d'étude technique              | Constructeur                          |
| Université de Limerick                            |                                       | ARUP                                  | Eiffel C.M                            |

| Prix dans la catégorie Autres constructions | Prix dans la catégorie Autres constructions | Prix dans la catégorie Autres constructions | Prix dans la catégorie Autres constructions |
| ------------------------------------------- | ------------------------------------------- | ------------------------------------------- | ------------------------------------------- |
| Grande halle d’Arles                        |                                             |                                             |                                             |
| Maîtrise d'ouvrage                          | Architecte                                  | Bureau d'étude technique                    | Constructeur                                |
| AREA Provence Alpes Côte d’Azur             | Alain Moatti                                |                                             | Viry                                        |

| Prix dans la catégorie Petit ouvrage | Prix dans la catégorie Petit ouvrage | Prix dans la catégorie Petit ouvrage | Prix dans la catégorie Petit ouvrage |
| ------------------------------------ | ------------------------------------ | ------------------------------------ | ------------------------------------ |
| Passerelle d’Escalès à Saint-Sever   |                                      |                                      |                                      |
| Maîtrise d'ouvrage                   | Architecte                           | Bureau d'étude technique             | Constructeur                         |
| Conseil général des Landes           | RFR                                  |                                      | Richard-Ducros                       |

| Mention dans la catégorie Bâtiments tertiaires | Mention dans la catégorie Bâtiments tertiaires | Mention dans la catégorie Bâtiments tertiaires | Mention dans la catégorie Bâtiments tertiaires |
| ---------------------------------------------- | ---------------------------------------------- | ---------------------------------------------- | ---------------------------------------------- |
| Gare d’Orléans                                 |                                                |                                                |                                                |
| Maîtrise d'ouvrage                             | Architecte                                     | Bureau d'étude technique                       | Constructeur                                   |
| SNCF UDDG Bordeaux                             |                                                | AREP Arcora                                    | ACML                                           |

| Mention dans la catégorie Autres constructions | Mention dans la catégorie Autres constructions | Mention dans la catégorie Autres constructions | Mention dans la catégorie Autres constructions |
| ---------------------------------------------- | ---------------------------------------------- | ---------------------------------------------- | ---------------------------------------------- |
| Portique fluvial à conteneurs Port de Lille    |                                                |                                                |                                                |
| Maîtrise d'ouvrage                             | Architecte                                     | Bureau d'étude technique                       | Constructeur                                   |
| Ports de Lille                                 |                                                | Orion études                                   | Joseph Paris                                   |

## Année 2010:19eédition[8]
| Prix dans la catégorie Bâtiments Industriels | Prix dans la catégorie Bâtiments Industriels | Prix dans la catégorie Bâtiments Industriels | Prix dans la catégorie Bâtiments Industriels |
| -------------------------------------------- | -------------------------------------------- | -------------------------------------------- | -------------------------------------------- |
| Laboratoire pharmaceutique Genzyme à Lyon    |                                              |                                              |                                              |
| Maîtrise d'ouvrage                           | Architecte                                   | Bureau d'étude technique                     | Constructeur                                 |
| Genzyme                                      | Patriarche and Co                            | SNC Lavalin Arcora                           | Gagne                                        |

| Prix dans la catégorie Bâtiments tertiaires | Prix dans la catégorie Bâtiments tertiaires | Prix dans la catégorie Bâtiments tertiaires | Prix dans la catégorie Bâtiments tertiaires |
| ------------------------------------------- | ------------------------------------------- | ------------------------------------------- | ------------------------------------------- |
| Cité des Affaires à Saint-Étienne           |                                             |                                             |                                             |
| Maîtrise d'ouvrage                          | Architecte                                  | Bureau d'étude technique                    | Constructeur                                |
| Altarea Cogedim                             | Manuelle Gautrand                           | Khephren Ingénierie                         | Baudin-Châteauneuf                          |

| Mention dans la catégorie Bâtiments tertiaires | Mention dans la catégorie Bâtiments tertiaires | Mention dans la catégorie Bâtiments tertiaires | Mention dans la catégorie Bâtiments tertiaires |
| ---------------------------------------------- | ---------------------------------------------- | ---------------------------------------------- | ---------------------------------------------- |
| Musée de la dentelle à Calais                  |                                                |                                                |                                                |
| Maîtrise d'ouvrage                             | Architecte                                     | Bureau d'étude technique                       | Constructeur                                   |
| Ville de Calais                                | Henri Rivière, Alain Moatti                    |                                                | Viry                                           |

| Prix spécial dans la catégorie Bâtiments tertiaires | Prix spécial dans la catégorie Bâtiments tertiaires | Prix spécial dans la catégorie Bâtiments tertiaires | Prix spécial dans la catégorie Bâtiments tertiaires |
| --------------------------------------------------- | --------------------------------------------------- | --------------------------------------------------- | --------------------------------------------------- |
| Cité du Design à Saint-Étienne                      |                                                     |                                                     |                                                     |
| Maîtrise d'ouvrage                                  | Architecte                                          | Bureau d'étude technique                            | Constructeur                                        |
| Saint-Étienne Métropole                             | Finn Geipel et Giulia Andi                          | Werner Sobek Betom                                  | Renaudat                                            |

| Prix dans la catégorie Ouvrages d’art   | Prix dans la catégorie Ouvrages d’art | Prix dans la catégorie Ouvrages d’art | Prix dans la catégorie Ouvrages d’art |
| --------------------------------------- | ------------------------------------- | ------------------------------------- | ------------------------------------- |
| Viaduc de la Grande Ravine à La Réunion |                                       |                                       |                                       |
| Maîtrise d'ouvrage                      | Architecte                            | Bureau d'étude technique              | Constructeur                          |
| Région Réunion                          | Alain Spielmann                       | Greisch Setec TPI                     | Eiffel Construction Métallique        |

| Prix dans la catégorie Petit Ouvrage | Prix dans la catégorie Petit Ouvrage | Prix dans la catégorie Petit Ouvrage | Prix dans la catégorie Petit Ouvrage |
| ------------------------------------ | ------------------------------------ | ------------------------------------ | ------------------------------------ |
| Passerelle quartier Lyon Confluence  |                                      |                                      |                                      |
| Maîtrise d'ouvrage                   | Architecte                           | Bureau d'étude technique             | Constructeur                         |
| SEM Lyon Confluence                  | RFR                                  |                                      | Renaudat                             |

| Mention dans la catégorie Petit Ouvrage          | Mention dans la catégorie Petit Ouvrage | Mention dans la catégorie Petit Ouvrage | Mention dans la catégorie Petit Ouvrage |
| ------------------------------------------------ | --------------------------------------- | --------------------------------------- | --------------------------------------- |
| Passerelles Braque, Miro et Chagall à Strasbourg |                                         |                                         |                                         |
| Maîtrise d'ouvrage                               | Architecte                              | Bureau d'étude technique                | Constructeur                            |
| Communauté Urbaine de Strasbourg                 | Dietmar Feichtinger                     |                                         | Viry                                    |

| Prix dans la catégorie Autres constructions       | Prix dans la catégorie Autres constructions | Prix dans la catégorie Autres constructions | Prix dans la catégorie Autres constructions |
| ------------------------------------------------- | ------------------------------------------- | ------------------------------------------- | ------------------------------------------- |
| Parking Circé de la ZAC Odysseum à Montpellier    |                                             |                                             |                                             |
| Maîtrise d'ouvrage                                | Architecte                                  | Bureau d'étude technique                    | Constructeur                                |
| Société d'équipement de la région montpelliéraine | Brullmann-Crochon Patrick Genet             | C&E Ingénierie                              | Cabrol                                      |

| Mention dans la catégorie Autres constructions | Mention dans la catégorie Autres constructions | Mention dans la catégorie Autres constructions | Mention dans la catégorie Autres constructions |
| ---------------------------------------------- | ---------------------------------------------- | ---------------------------------------------- | ---------------------------------------------- |
| Reconversion des Grands Moulins de Pantin      |                                                |                                                |                                                |
| Maîtrise d'ouvrage                             | Architecte                                     | Bureau d'étude technique                       | Constructeur                                   |
| BNP Paribas Immobilier                         | Reichen et Robert                              |                                                |                                                |